# Resolutie 1495 Veiligheidsraad Verenigde Naties
Resolutie 1495 van de Veiligheidsraad van de Verenigde Naties werd unaniem door de
VN-Veiligheidsraad aangenomen op 31 juli 2003.

## Achtergrond
Begin jaren 1970 ontstond een conflict tussen Spanje, Marokko, Mauritanië en de Westelijke Sahara zelf over de Westelijke Sahara dat tot dan in Spaanse handen was. Marokko legitimeerde zijn aanspraak op basis van historische banden met het gebied. Nadat Spanje het gebied opgaf bezette Marokko er twee derde van. Het land is nog steeds in conflict met Polisario dat met steun van Algerije de onafhankelijkheid blijft nastreven. Begin jaren 1990 kwam een plan op tafel om de bevolking van de Westelijke Sahara via een volksraadpleging zelf te laten beslissen over de toekomst van het land. Het was de taak van de VN-missie MINURSO om dat referendum op poten te zetten. Het plan strandde later echter door aanhoudende onenigheid tussen de beide partijen waardoor ook de missie nog steeds ter plaatse is.

## Inhoud

### Waarnemingen
De Veiligheidsraad overwoog een rapport van de secretaris-generaal en het vredesplan voor zelfbeschikking voor het volk van de Westelijke Sahara dat door zijn gezant was voorgesteld, en de reacties van de partijen en buurlanden.

### Handelingen
Polisario werd opnieuw opgeroepen om onverwijld alle overblijvende krijgsgevangenen vrij te laten. Aan Marokko en Polisario werd tevens opnieuw gevraagd om samen te werken met het Rode Kruis, om het probleem van de vermiste personen op te lossen.
Het mandaat van de MINURSO-missie werd tot 31 oktober verlengd. Ten slotte werd de secretaris-generaal gevraagd om vóór die datum te rapporteren over de situatie en de geboekte vooruitgang.

## Verwante resoluties
- Resolutie 1469 Veiligheidsraad Verenigde Naties
- Resolutie 1485 Veiligheidsraad Verenigde Naties
- Resolutie 1513 Veiligheidsraad Verenigde Naties
- Resolutie 1523 Veiligheidsraad Verenigde Naties (2004)

Lijst ·  1455 ·  1456 ·  1457 ·  1458 ·  1459 ·  1460 ·  1461 ·  1462 ·  1463 ·  1464 ·  1465 ·  1466 ·  1467 ·  1468 ·  1469 ·  1470 ·  1471 ·  1472 ·  1473 ·  1474 ·  1475 ·  1476 ·  1477 ·  1478 ·  1479 ·  1480 ·  1481 ·  1482 ·  1483 ·  1484 ·  1485 ·  1486 ·  1487 ·  1488 ·  1489 ·  1490 ·  1491 ·  1492 ·  1493 ·  1494 ·  1495 ·  1496 ·  1497 ·  1498 ·  1499 ·  1500 ·  1501 ·  1502 ·  1503 ·  1504 ·  1505 ·  1506 ·  1507 ·  1508 ·  1509 ·  1510 ·  1511 ·  1512 ·  1513 ·  1514 ·  1515 ·  1516 ·  1517 ·  1518 ·  1519 ·  1520 ·  1521